# Ignace Brunel
Pour les articles homonymes, voir Brunel.
Ignace Brunel, né le 31 juillet 1742 à Magnières (duché de Lorraine) et décédé le 18 mai 1795 à Toulon (Var), est un homme politique français.

## Biographie
Ancien conseiller du Roi Louis XVI. Le 1er août 1767, l'organisation de la Police est créée sur l'île de France (Maurice), il est nommé inspecteur de Police,. Dans sa vie personnelle, Ignace Brunel se marie le 18 janvier 1768 avec Françoise Jamet (1746-1769), puis le 12 octobre 1772 avec Adélaïde de La Roche du Ronzet (1757-1843),.
De 1772 à 1789, Ignace Brunel occupe les postes de substitut du procureur général du Conseil supérieur, de lieutenant de juge de la juridiction royale, de juge de la sénéchaussée et premier conseiller au conseil supérieur de Pondichéry. Ayant succédé à Benoît-Louis Gouly durant cette période de magistrature, il décrit « le génie actif et laborieux des habitants de l'île de France, leur bravoure et leur attachement à la mère patrie », dont il réclame des secours pour la population afin que « des instructions particulières sur le mode d'exécution de la loi du 16 pluviôse » lui soient données. Arrivé à Port-Louis le 5 août 1782, le marin Jean François Trébuchet (1731-1783) signale une voie d'eau auprès de l'inspecteur.
Ignace Brunel vient se fixer à Béziers, il est suppléant à l'Assemblée législative mais n'est pas appelé à siéger. Il devient Maire de la ville au début de la Révolution, en 1791. Il démissionne de sa fonction pour des raisons de santé mais est réélu malgré lui l'année suivante. Durant son mandat de maire, il s'attache à améliorer l'alimentation en eau potable des habitants par la réfection des aqueducs (Corneilhan, Gabian, Fouzilhon, Magalas et Puissalicon), il impose la numérotation des habitations et fait aménager un magasin d’abondance et des ateliers de charité pour les chômeurs. Il démissionne une deuxième fois de sa fonction pour avoir été élu député de l'Hérault, le 6 septembre 1792, à la Convention et vote pour la réclusion de Louis XVI, siégeant avec les modérés.
Après l'écrasement de la Gironde du 31 mai 1793, Brunel et Rouyer sont missionnés durant le soulèvement de Lyon. En juillet, les deux représentants de la Convention nationale, incapables de mesures violentes, ont déploré le sort réservé à la ville. Durant cette période de terreur, François Chabot, présent à la Convention, accuse Brunel d'être en correspondance avec les fédéralistes de Bordeaux et décrète son arrestation. Restés dans la ville et démis de leurs pouvoirs, Brunel et Rouyer sont arrêtés et remis en liberté quelques jours après. Brunel retrouve son siège à la Convention après le 9 thermidor (27 juillet 1794) et demande la réhabilitation en droits pour les personnes incarcérées depuis le 31 mai.
De retour dans le Midi pour soutenir le mouvement de réaction contre les Montagnards. Il arrive à Toulon où il signe, sous la contrainte des Jacobins, la mise en liberté des détenus qui prennent les armes de l'arsenal. C'est dans cette ville qu'Ignace Brunel se suicide par désespoir d'avoir failli dans sa mission,, en date du 18 mai 1795. La Convention adopte sa veuve et ses enfants.

## Posterite
Une rue à Béziers porte son nom.

## Publications
(Note : Plusieurs documents concernant le Roi Louis XVI ou Louis Capet portent le même titre pour des contenus différents durant cette période de terreur).
- Ignace Brunel, Rapport et projet de décret faits au nom du Comité colonial : sur la demande en remboursement d'une amende de mille livres & d'un relief d'appointements, par le citoyen Grelier, officier d'administration à l'île de Tabago, Paris, De l'Imprimerie nationale, 1792, 2 p., in-8° (OCLC 800607192, BNF 34058727, SUDOC 138735530, lire en ligne)
- Ignace Brunel, imprimée par ordre de la Convention nationale, Opinion de Brunel, député du département de l'Hérault, sur l'affaire de Louis Capet, du 30 novembre 1792, l'an premier de la République, Angers, De l'imprimerie nationale, chez Mame, 1792, 8 p., in-8° (OCLC 1049580591, présentation en ligne, lire en ligne)
- Ignace Brunel, imprimée par ordre de la Convention nationale (Législation, no 22), Opinion de Brunel, député du département de l'Hérault, sur l'affaire de Louis Capet, du 30 novembre 1792, l'an premier de la République, Paris, De l'imprimerie nationale, 1792, 8 p., in-8° (OCLC 1049633148, présentation en ligne, lire en ligne)
- Ignace Brunel, imprimée par ordre de la Convention, Opinion de A. Guy Kersaint sur cette question, quel parti la Convention nationale doit-elle prendre touchant le ci-devant roi & sa famille ?, Paris, De l'imprimerie nationale, 1792, 12 p., in-8° (OCLC 1049575462, présentation en ligne, lire en ligne)
- Ignace Brunel, imprimée par ordre de la Convention, Motion de Brunel, député du département de l'Hérault, à la Convention nationale, & renvoyée par elle aux Comités de législation & d'agriculture réunis, le 19 décembre 1792, l'an premier de la République, Paris, De l'imprimerie nationale, 1792, 4 p., in-8° (OCLC 1049643125, BNF 30169238, présentation en ligne, lire en ligne)
- Ignace Brunel, Motion de Brunel, député du département de l'Hérault, du 25 décembre 1792, l'an premier de la République : imprimée par ordre de la Convention nationale, et renvoyée aux Comités d'agriculture et de commerce, Paris, De l'Imprimerie nationale, 1792, 4 p., in-8° (OCLC 1049626914, BNF 30169239, SUDOC 120294397, lire en ligne)
- Ignace Brunel, Convention nationale, Nouveau système géographique, politique et économique de la France, présenté à la Convention nationale, Paris, Impr. nationale, 1792, 15 p., in-8° (OCLC 457171468, BNF 30169236, SUDOC 120730030, présentation en ligne)
- Ignace Brunel, Convention nationale, Opinion de Brunel, député du département de l'Hérault, sur l'affaire de Louis Capet, du 30 novembre 1792, l'an premier de la République, Paris / Lyon, De l'Imprimerie nationale, imp. d'Aimé Vatar-Delaroche, 1793, 7 p., in-8° (OCLC 1049579932, BNF 30169237, présentation en ligne, lire en ligne)
- Jean-Pascal Rouyer, Étienne-François Le Tourneur et Ignace Brunel, imprimée par ordre de la Convention (8 février 1793), Proclamation : Les Commissaires de la Convention nationale dans les départements maritimes méridionaux à leurs concitoyens, Marseille / Toulon, impr. de Rochebrun et Mazet, impr. de Surre fils, 1793, 8 p., in-8° (OCLC 1049579021, BNF 30169235, présentation en ligne, lire en ligne)
- Ignace Brunel, Brunel, représentant du peuple, député par le département de l'Hérault, détenu à la maison d'arrêt de Lazare : en exécution du décret de la convention nationale du 2 août 1793, vieux style, à ses collègues les représentants du peuple siégeant à la convention nationale, et aux citoyens français (26 vendémiaire), Paris, Impr. des sans-culottes, 1794, 16 p., in-8° (OCLC 1041577072, BNF 36309282, présentation en ligne, lire en ligne)
- Ignace Brunel, Compte rendu à la Convention nationale, en exécution du décret du 21 nivôse, an 3e de la République une & indivisible : de sa dépense commune avec les représentants du peuple Letourneur (de la Manche), & Rouyer, pendant leur mission aux côtes de la Méditerranée, & par suite à l'armée des Pyrénées orientales, depuis le 27 janvier 1793, jusqu'au 8 juin suivant, Paris, De l'Imprimerie nationale, 1795, 2 p., in-8° (OCLC 1042464562, BNF 36466376, lire en ligne)